# District d'Ak-Talaa
Le district d'Ak-Talaa (en kirghize : Ак-талаа району)) est un raion de la province de Naryn dans le centre-sud du Kirghizistan. Sa capitale est le village de Baetov. Ses frontières ont été définies dans les années 1930. Sa superficie est de 7 266 km2, et 30 634 personnes y résidaient en 2009.

## Économie
L'économie de l'oblast de Naryn est dominé par l'élevage des troupeaux (moutons, vaches, chevaux, yaks), dont la laine et la viande sont les principaux produits. L'extraction de minéraux divers développé au cours de l'ère soviétique a été en grande partie abandonnée, faute de rentabilité. Aujourd'hui, la région est considérée comme la plus pauvre du pays.

## Communautés rurales et villages
Le district d'Ak-Talaa comprend 13 communautés rurales (aiyl okmotu) constituée chacune de un ou plusieurs villages, :
1. Ak-Tal (village central Ak-Tal)

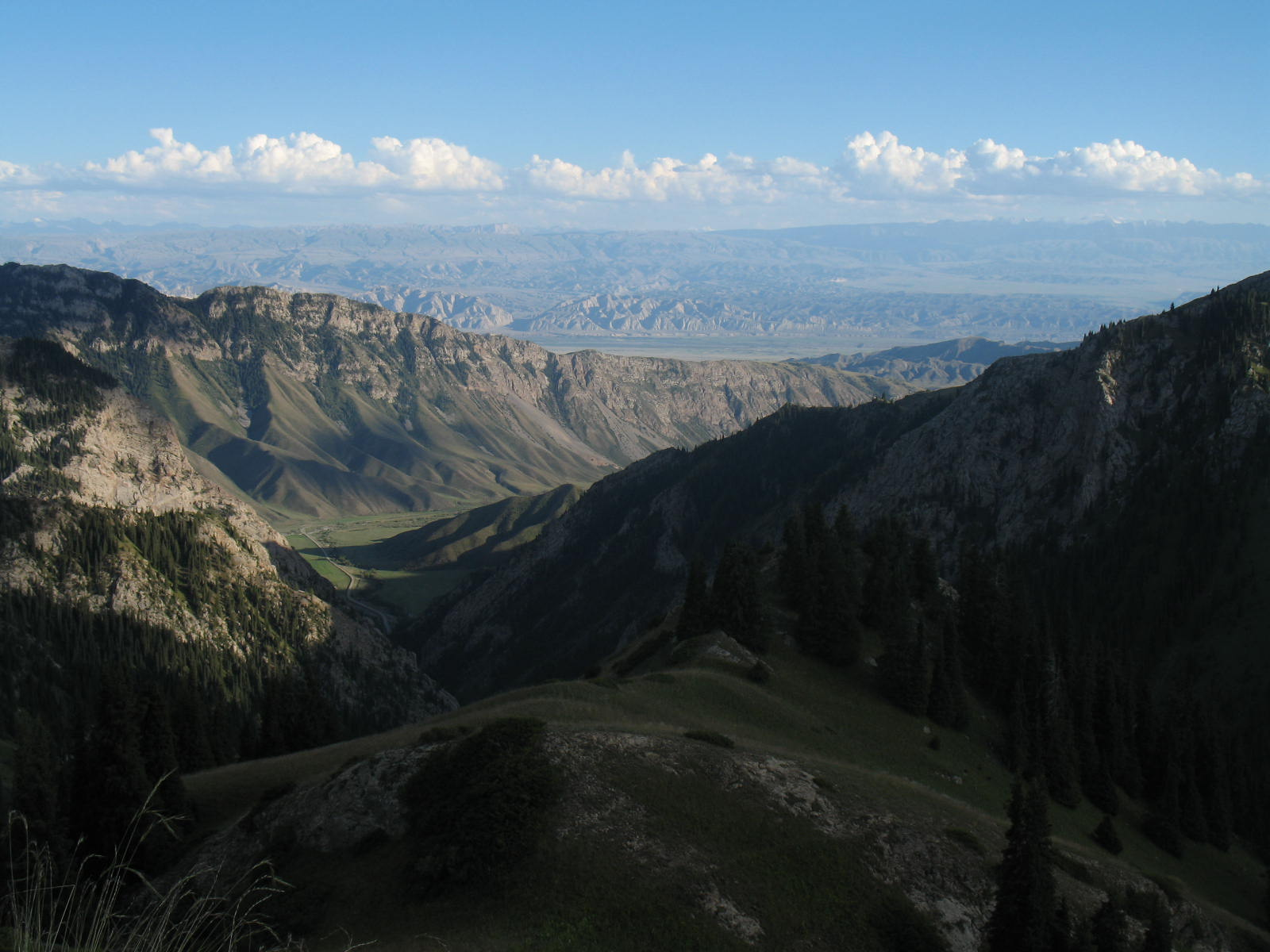
Vue du sud depuis le col de Moldo-Ashuu

2. Ak-Chiy (villages Ak-Chiy (centre) et Jany-Tilek)
3. Baetov (villages Baetov (centre)et Kayyndy-Bulak)
4. Terek (villages Terek (centre) and Orto-Syrt)
5. Kara-Byurgen (village central Kara-Byurgen)
6. Kongorchok (village central Kongorchok)
7. Jerge-Tal (villages Cholok-Kayyn (centre) et Jerge-Tal)
8. Kosh-Debe (village central Kosh-Debe)
9. Kyzyl-Beles (village central Kadyraly)
10. Jany-Talap (village central Jany-Talap)
11. Togolok-Moldo (village central Kara-Oy)
12. Kek-Jar (villages Ak-Kyya (centre) et Kek-Jar)
13. Ugyut (villages Ugyut (centre) et Baygenchek)